# Zamek Súľov

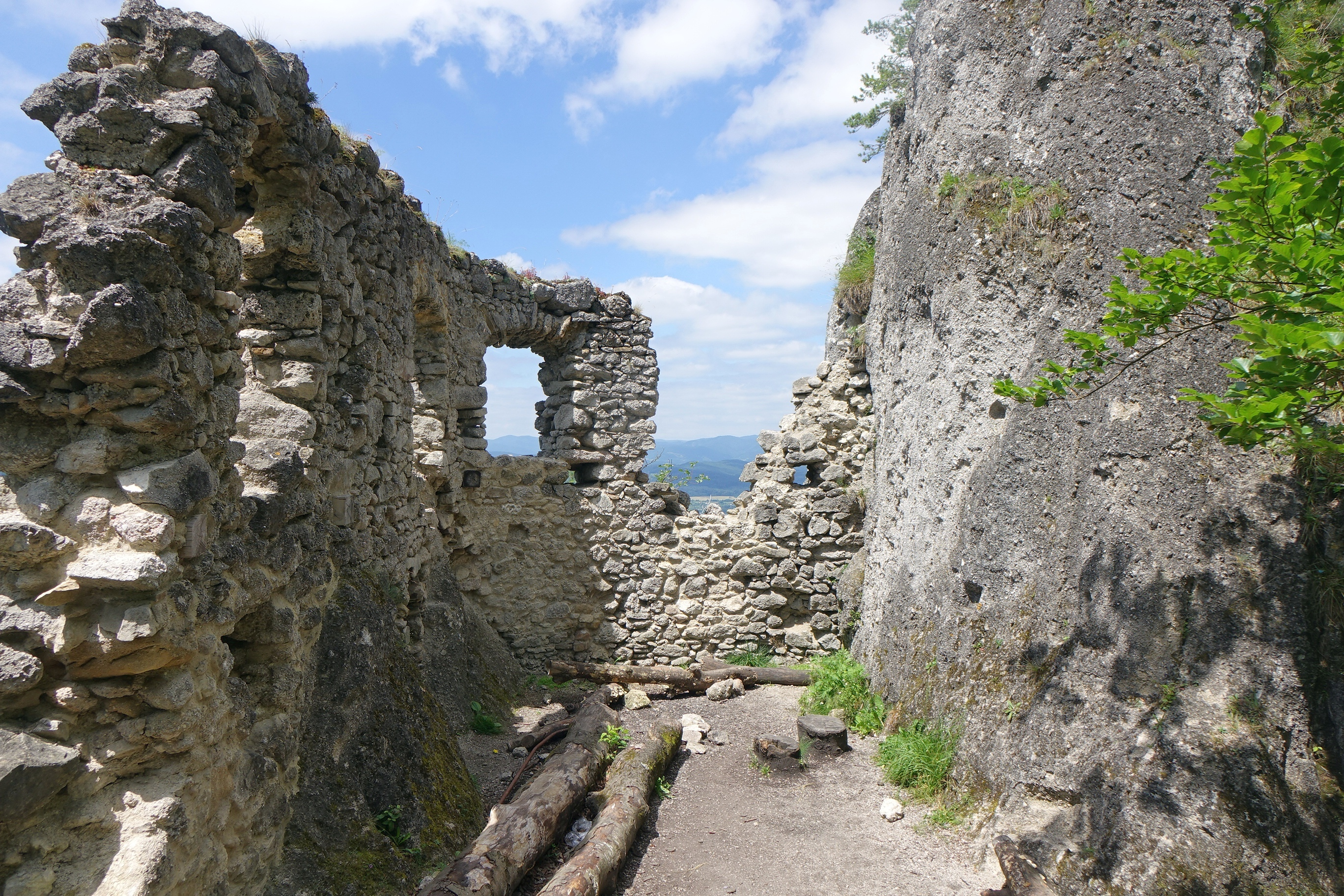
Fragment murów

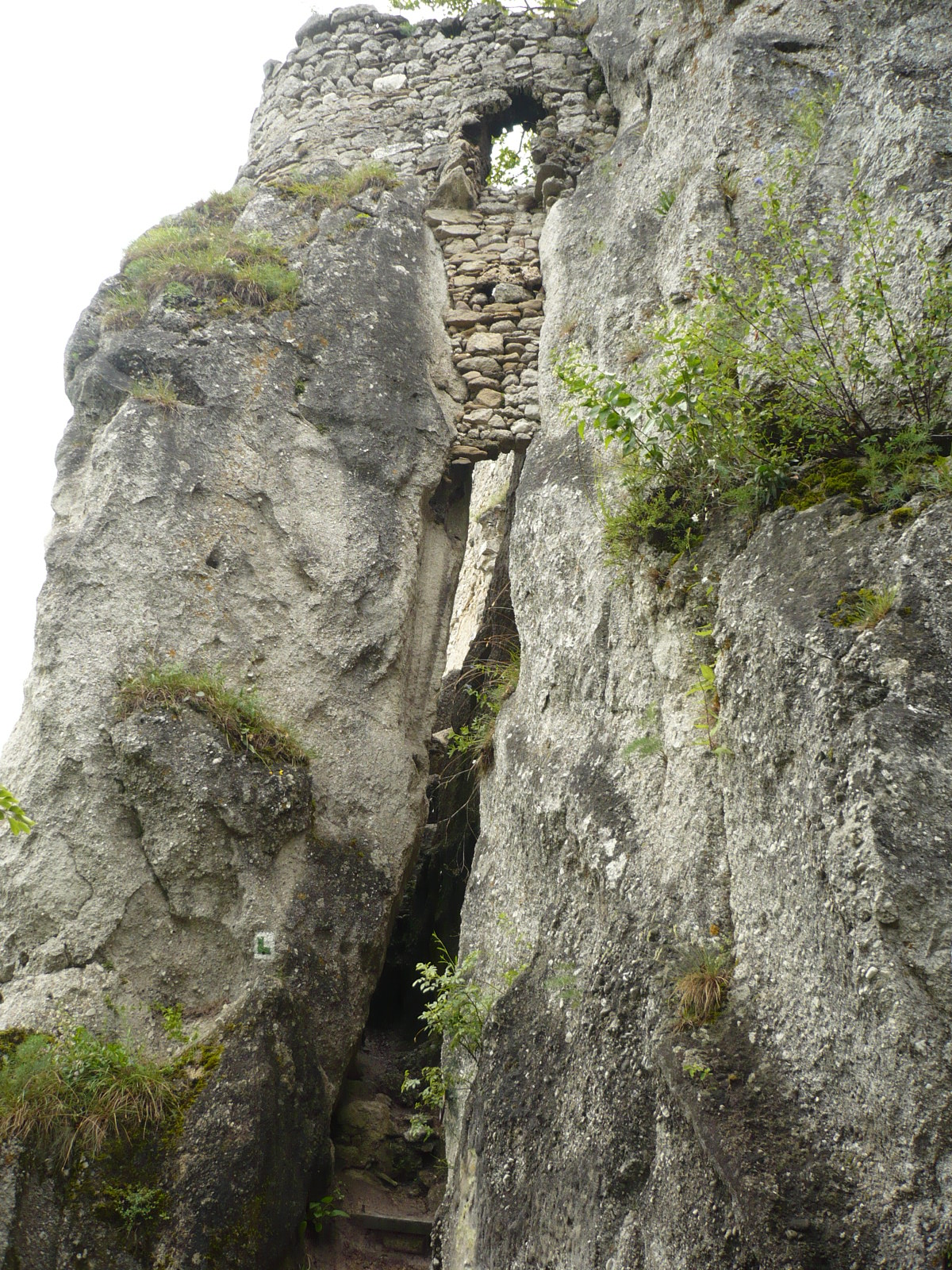
Wejście do zamku górnego

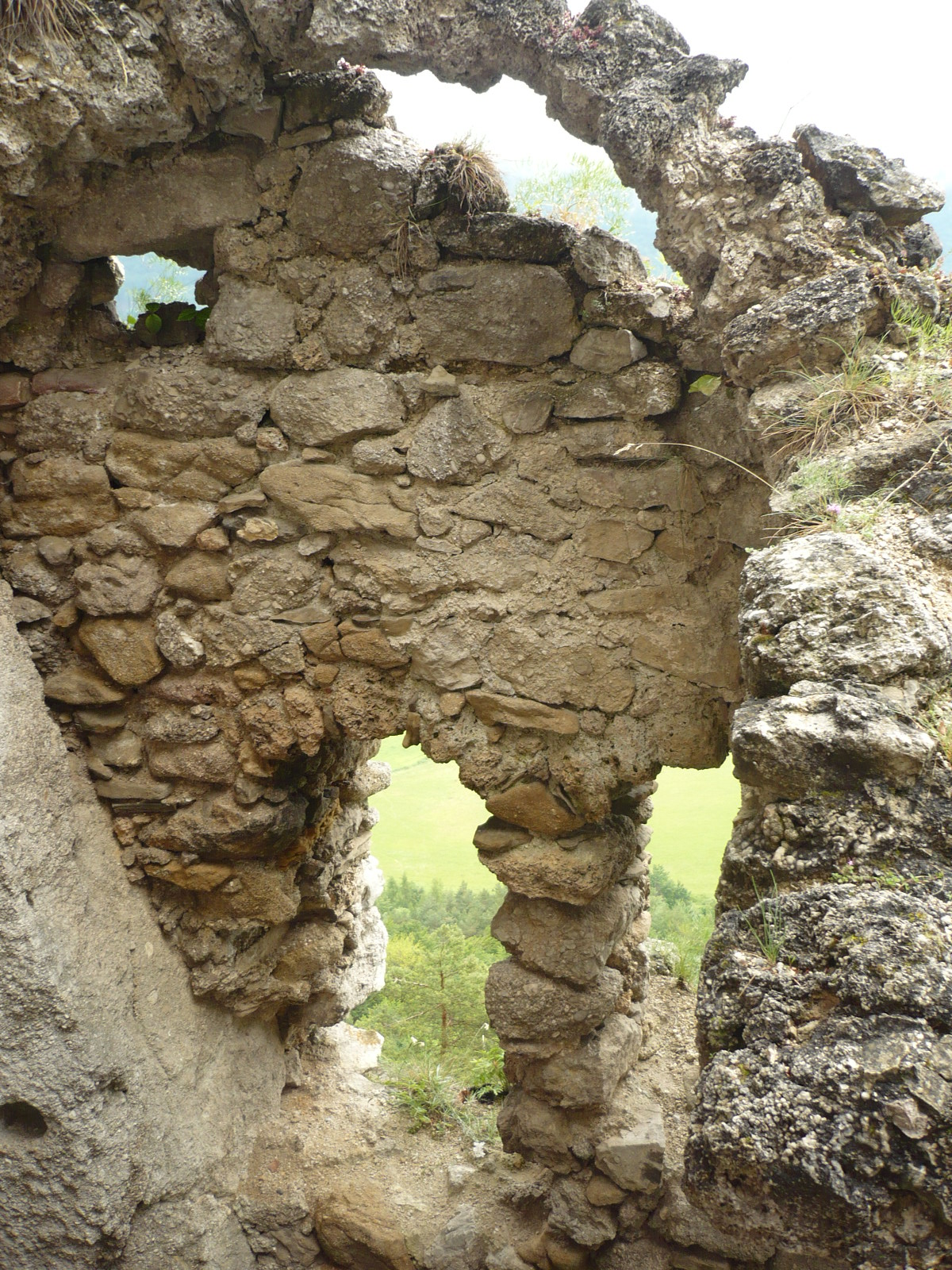
Fragment murów

Zamek Súľov (słow. Súľovský hrad, starsze nazwy: Rohach, Roháč) – późnośredniowieczny zamek obronny w Sulowskich Skałach na Słowacji, ok. 6 km na południowy wschód od Bytczy. Obecnie w ruinie.

## Położenie
Zamek zbudowano na wysokości 660 m n.p.m., na skałach zwanych Roháč, wznoszących się od wschodu nad doliną potoku Hradnianka. Leży na terenie wsi Súľov-Hradná i w granicach rezerwatu przyrody Sulowskie Skały.

## Historia
Pierwszą budowlą obronną wzniesioną w tym miejscu był prawdopodobnie zbudowany w pierwszej połowie XV w. niewielki gródek lub murowana strażnica, służąca ochronie starej drogi handlowej biegnącej doliną Wagu. Wspominany jest relatywnie późno, dopiero w 1470 r., kiedy król Maciej Korwin zezwolił na przebudowę owego gródka, zwanego wówczas Roháč, w zamek obronny. Przebudowa ta zakończyła się krótko po tej dacie, a przypuszcza się, że mogli w niej uczestniczyć budowniczowie z Italii.
Pierwszymi panami zamku byli Súľovscy – właściciele wsi Súľov. Już jednak na początku XVI w. o zamek starał się Mikołaj Kostka – początkowo wierny Janowi Zápolyi, później jednak stronnik Ferdynanda Habsburga i – od 1529 r. wraz z bratem Piotrem – władca zamku Streczno. Łakomym okiem patrzeli na zamek również Podmaniccy z niedalekiego zamku Bystrzyca. Gdy Kostka zajął zamek Súľov, Podmaniccy wystąpili do króla ze sprzeciwem. Król zapewne go nie uznał, jednak późniejsze dokumenty wskazują, że Podmaniccy rzeczywiście władali przez jakiś czas Súľovem. W 1550 r. władca darował zamek Sebastianowi Sirmiensisovi, jednak Rafał Podmanicki ani myślał go opuścić. Wpływowy Sirmiensis rozpoczął długotrwałą sprawę sądową i wreszcie w 1552 r. wszedł w posiadanie warowni. Rodzina Sirmiensis-Súľovskich była jej właścicielem aż do upadku budowli.
W 1550 r. zamek został zniszczony pożarem. Odbudowany został w poprzednich rozmiarach, ponieważ ukształtowanie terenu nie pozwalało na jego rozszerzenie. Późniejsze przebudowy i remonty obiektu miały miejsce w XVII w. Katarína Bošániova za zgodą cesarza Leopolda I Habsburga rozpoczęła w 1682 r. generalną renowację zamku. Nie starczyło jej jednak pieniędzy i sił – zmarła wkrótce na tyfus. Chociaż jej syn Kasper (Gašpar) Sirmiensis-Súľovský skutecznie obronił jeszcze zamek przed oddziałami kuruców Franciszka II Rakoczego, jednak już w 1703 r. mówiło się o złym stanie budowli.
W 1730 r. na zamku jeszcze zatrzymywało się wojsko, a obiekt pełnił funkcje obronne. Wkrótce jednak stan techniczny zamku zaczął się pogarszać. Rodzina Sirmiensis-Súľovskich, mieszkająca w dworach we wsi Súľov, nie prowadziła niezbędnych remontów. Jeszcze w 1739 r. jeden z członków tej rodziny miał korzystać z pokoi i kuchni na zamku, a w tym samym czasie miał w obiekcie mieszkać również strażnik i gajowy w jednej osobie. W latach 1752–1759 członkowie rodu opróżnili jednak zamek z wszystkich ruchomości i od tego czasu nikt w nim już nie mieszkał. W 1780 r. obiekt przestał być strzeżony. Silne trzęsienie ziemi 15 stycznia 1858 r. poważnie uszkodziło zamek, który po nim nie został poddany już odbudowie. Nie zabezpieczony przed dalszą degradacją ponownie spłonął. Do dziś zostały po nim jedynie fragmenty murów przylepione do skalnych ścian i nieliczne inne ślady.

## Architektura
Zamek został usytuowany między trzema turniami skalnymi. Z dyslokacji resztek murów można jeszcze domyślić się, jak budowla nawiązywała do konfiguracji terenu. Warownia składała się z zamku dolnego i górnego. Odległość między nimi wynosiła ok. 25 m, natomiast różnica poziomów między zamkiem dolnym a posadzką pierwszej kondygnacji zamku górnego ok. 14 m. Rozpiętość wysokościowa ruin wynosi w przybliżeniu 18 m.
Wstępu do zamku dolnego strzegła baszta obronna o rozmiarach 5x10 m i kilku kondygnacjach. Grubość jej murów wynosiła 80 – 120 cm. Pomieszczenie w przyziemiu, z czterema oknami, które są widoczne do tej chwili, miało również osiem otworów strzelniczych.
Dostęp do zamku górnego wiódł przez bardzo wąską szczelinę między skałami, szeroką jedynie na jednego człowieka, chronioną jeszcze zwodzonym mostkiem. Górny zamek liczył prawdopodobnie 18 pomieszczeń, nakrytych w większości kamiennymi sklepieniami. Ich mury miały grubość 80–100 cm. Pomieszczenia te, usytuowane na różnych wysokościach, łączyły strome schody wyciosane wprost w skale podłoża. Zachowała się tu – również wykuta w skale – cysterna gromadząca wodę deszczową, o rozmiarach 80x150 cm, obecnie zasypana gruzem i rumoszem skalnym. Na najwyższej skale górnego zamku stała wartownia z doskonałym widokiem na całą okolicę.

## Stan dzisiejszy
Do naszych czasów pozostało niewiele fragmentów dawnej budowli. Z budynków zachowały się fundamenty, pojedyncze fragmenty murów z widocznymi otworami okiennymi, a także ślady po otworach na belki i wsporniki podtrzymujące łuki sklepienia, wykute w skale.
W dolnym zamku zachowała się część pałacu z platformą widokową na skale, do której przylegał. Rozpoznawalne jest również wejście do zamku ze strzelnicą wyciosaną w skale, a także poszerzony przesmyk skalny przed wejściem do zamku górnego. W górnym zamku, w przestrzeni dawnego środkowego pałacu, widać jeszcze fragmenty sklepienia i ślady po kamiennych schodach oraz kamienny filar ze śladami schodów.

## Turystyka i zwiedzanie
Bezpośrednio przez ruiny zamku biegnie zielono znakowany  szlak turystyczny z Wąwozu Sulowskiego na tzw. Łąkę pod Zamkiem Sulowskim (słow. Lúka pod Súľovským hradom). Jest licznie uczęszczany, pomimo iż posiada kilka miejsc trudniejszych technicznie (krótkie drabinki, strome stopnie skalne). Podobnym śladem biegnie okrężna ścieżka dydaktyczna. Zamek można zwiedzać bez ograniczeń. Po stalowej drabince, a dalej przez otwór w murze koło skalnego filara można wejść na najwyżej położone jego piętro z cysterną i wartownią (Uwaga! Miejscami znaczna ekspozycja!).